# Nathalie Moellhausen
Nathalie Marie Moellhausen (ur. 1 grudnia 1985 w Mediolanie) – włoska szpadzistka reprezentująca także Brazylię, czterokrotna medalistka mistrzostw świata, trzykrotna medalistka mistrzostw Europy.
W 2004 roku zdobyła brązowy medal indywidualnie na mistrzostwach świata juniorów w Płowdiwie. Na rozgrywanych rok później mistrzostwach świata juniorów w Linzu zdobyła brązowy medal drużynowo. 
Podczas mistrzostw świata w Antalyi w 2009 roku Włoszki w składzie: Francesca Quondamcarlo, Cristiana Cascioli, Bianca Del Carretto i Nathalie Moellhausen zdobyły złoty medal w turnieju drużynowym. Na rozgrywanych rok później mistrzostwach świata w Paryżu zdobyła indywidualnie brązowy medal. Wyprzedziły ją jedynie Francuzka Maureen Nisima i Węgierka Emese Szász. W barwach Włoch zdobyła także brązowy medal drużynowo na mistrzostwach świata w Katanii w 2011 roku. W barwach Brazylii wywalczyła złoty medal w turnieju indywidualnym na mistrzostwach świata w Budapeszcie w 2019 roku. W finale pokonała tam Chinkę Lin Sheng.
Wystartowała na igrzyskach olimpijskich w Londynie w 2012 roku zajmując siódme miejsce drużynowo. Na rozgrywanych cztery lata później igrzyskach olimpijskich w Rio de Janeiro była szósta indywidualnie i dziewiąta drużynowo. Brała też udział w igrzyskach olimpijskich w Tokio w 2020 roku, gdzie indywidualnie była osiemnasta. 
Zdobyła drużynowo złoty medal na mistrzostwach Europy w Gandawie w 2007 roku. Na mistrzostwach Europy w Lipsku trzy lata później była drużynowo druga. Zdobyła też brązowy medal indywidualnie na mistrzostwach Europy w Gandawie w 2011 roku.
Wystartowała na igrzyskach panamerykańskich w Toronto w 2015 roku, gdzie zdobyła brązowe medale indywidualnie i drużynowo. Na igrzyskach panamerykańskich w Limie w 2019 roku ponownie była trzecia indywidualnie. Ponadto na igrzyskach panamerykańskich w Santiago w 2023 roku zdobyła złoty medal drużynowo.
Zdobyła indywidualnie złoty medal igrzysk śródziemnomorskich w Pescarze w 2009 roku.